# Robert Borg
Robert Borg (Manila, 27 maggio 1913 – 5 aprile 2005) è stato un cavaliere statunitense.

## Palmarès

### Olimpiadi
- Argento a Londra 1948 nel dressage a squadre.